# العلاقات الرومانية الزامبية
العلاقات الرومانية الزامبية هي العلاقات الثنائية التي تجمع بين رومانيا وزامبيا.

## مقارنة بين البلدين
هذه مقارنة عامة ومرجعية للدولتين:
| وجه المقارنة                                              | رومانيا                                                                               | زامبيا                         |
| --------------------------------------------------------- | ------------------------------------------------------------------------------------- | ------------------------------ |
| المساحة (كم2)                                             | 238.40 ألف                                                                            | 752.62 ألف                     |
| عدد السكان (نسمة)                                         | 19.59 مليون                                                                           | 17.09 مليون                    |
| الكثافة السكانية (ن./كم²)                                 | 82.17                                                                                 | 22.71                          |
| العاصمة                                                   | بوخارست                                                                               | لوساكا                         |
| اللغة الرسمية                                             | اللغة الرومانية                                                                       | لغة إنجليزية                   |
| العملة                                                    | ليو روماني                                                                            | كواشا زامبي، كواشا زامبي قديم ‏ |
| الناتج المحلي الإجمالي (بليون دولار)                      | 211.80 مليار                                                                          | 25.81 مليار                    |
| الناتج المحلي الإجمالي (تعادل القوة الشرائية) بليون دولار | 465.56 مليار                                                                          | 62.18 مليار                    |
| الناتج المحلي الإجمالي الاسمي للفرد دولار أمريكي          | 9.47 ألف                                                                              | 1.30 ألف                       |
| الناتج المحلي الإجمالي للفرد دولار أمريكي                 | 23.63 ألف                                                                             | 3.90 ألف                       |
| مؤشر التنمية البشرية                                      | 0.793                                                                                 | 0.586                          |
| رمز المكالمات الدولي                                      | +40                                                                                   | +260                           |
| رمز الإنترنت                                              | .ro                                                                                   | .zm                            |
| المنطقة الزمنية                                           | ت ع م+02:00، ت ع م+03:00، أوروبا/بوخارست ‏، توقيت شرق أوروبا، توقيت شرق أوروبا الصيفي ‏ | ت ع م+02:00                    |

## مدن متوأمة
في ما يلي قائمة باتفاقيات التوأمة بين مدن رومانية وزامبية:
- ترتبط بايا ماري مع كيتوي باتفاقية توأمة منذ 1972.[20][21][22][23]

## منظمات دولية مشتركة
يشترك البلدان في عضوية مجموعة من المنظمات الدولية، منها:
| علم المنظمة | اسم المنظمة                               | تاريخ انضمام رومانيا | تاريخ انضمام زامبيا |
| ----------- | ----------------------------------------- | -------------------- | ------------------- |
|             | مؤسسة التنمية الدولية                     | 12 أبريل 2014        | 23 سبتمبر 1965      |
|             | يونسكو                                    | 27 يوليو 1956        | 9 نوفمبر 1964       |
|             | مؤسسة التمويل الدولية                     | 23 سبتمبر 1990       | 23 سبتمبر 1965      |
|             | منظمة حظر الأسلحة الكيميائية              | ?                    | ?                   |
|             | الأمم المتحدة                             | 14 ديسمبر 1955       | 1 ديسمبر 1964       |
|             | الاتحاد الدولي للاتصالات                  | 9 فبراير 1866        | 23 أغسطس 1965       |
|             | منظمة الشرطة الجنائية الدولية             | ?                    | ?                   |
|             | البنك الدولي للإنشاء والتعمير             | 15 ديسمبر 1972       | 23 سبتمبر 1965      |
|             | الاتحاد البريدي العالمي                   | ?                    | ?                   |
|             | المركز الدولي لتسوية المنازعات الاستشارية | 12 أكتوبر 1975       | 17 يوليو 1970       |
|             | وكالة ضمان الاستثمار متعدد الأطراف        | 10 سبتمبر 1992       | 6 يونيو 1988        |
|             | منظمة التجارة العالمية                    | 1995                 | ?                   |

## وصلات خارجية
- موقع وزارة الخارجية الرومانية